# Antonio Sefer
Antonio Sefer (Galați, 22 de abril de 2000) es un futbolista rumano que juega en la demarcación de extremo para el Maccabi Bnei Reineh de la Liga Premier de Israel.

## Selección nacional
Tras jugar en las categorías inferiores de la selección, finalmente hizo su debut con la selección de fútbol de Rumania el 20 de noviembre de 2022 en un encuentro amistoso contra Moldavia que finalizó con un resultado de 0-5 a favor del combinado rumano tras los goles de Olimpiu Moruțan, Denis Drăguș, Alexandru Cicâldău, Daniel Paraschiv y Adrián Rus. Además participó en los Juegos Olímpicos de Tokio 2020.

## Clubes
| Club                  | País    | Año       | Partidos | Goles |
| --------------------- | ------- | --------- | -------- | ----- |
| ASC Oțelul Galați     | Rumania | 2015-2016 | 14       | 1     |
| Rapid de Bucarest     | Rumania | 2019-2023 | 128      | 16    |
| Hapoel Be'er Sheva    | Israel  | 2023-2025 | 65       | 13    |
| Motor Lublin (cedido) | Polonia | 2025      | 6        | 0     |
| Maccabi Bnei Reineh   | Israel  | 2025-     |          |       |